# José Viana dos Santos
José Viana dos Santos (Brotas de Macaúbas, 9 de junho de 1928 – 11 de novembro de 2024), foi um técnico em contabilidade, funcionário público e político brasileiro que foi deputado federal por Rondônia.

## Dados biográficos
Filho de Miguel Viana dos Santos e Ana Rita de Oliveira. Chegou a São Paulo em 1949 e formou-se técnico em contabilidade pela Escola Técnica de Comércio Frederico Glozanan em 1954, ano em que seguiu para Mato Grosso e em Nortelândia foi notário, escrivão e delegado de polícia e ao mudar para Dom Aquino abriu um escritório de contabilidade. Detido para averiguações no 16º Batalhão de Caçadores em Cuiabá após o Regime Militar de 1964 foi liberado sem ressalvas indo trabalhar em Jaciara.
Chegou a Rondônia em 1972 fazendo militância política no MDB e em 1976 foi eleito vereador em Porto Velho. Com o retorno ao pluripartidarismo ingressou no PMDB e embora tenha perdido a eleição para prefeito de Ji-Paraná em 1982, conseguiu ser eleito deputado federal por Rondônia em 1986 atuando na Assembleia Nacional Constituinte responsável pela Constituição de 1988. Derrotado ao tentar a reeleição pelo PMN em 1990, retornou ao PMDB por algum tempo e militou ainda no PL e PTB. Assessor da prefeitura de Ji-Paraná e da Assembleia Legislativa de Rondônia, aposentou-se em 1998.